# 山口剛 (文学者)
山口 剛（やまぐち たけし、1884年（明治17年）3月1日 - 1932年（昭和7年）10月8日）は、日本の国文学者・中国文学者。早稲田大学教授。号は、聾阿弥・聾不言・不言斉主人など。

## 生涯
山口常太郎・なか夫妻の長男として、1885年（明治18年）茨城県新治郡土浦町（現：土浦市）に生まれた。父・常太郎は土浦小学校の校長を務め、退職後は代言人の傍ら俳句・新体詩を指導していた。
剛も土浦中学校（現：茨城県立土浦第一高等学校）から早稲田大学高等師範部卒業（現：早稲田大学教育学部）へと進学し、1912年（大正元年）に早稲田大学講師。更に、早稲田大学高等学院教授（1920年 / 大正9年）・早稲田大学高等師範部・文学部教授（1924年/大正13年）を歴任。高等学院教授時代の1922年（大正11年）に『早稲田文学』に発表した「好色一代男の成立」で注目を集め、趣味的・好事的な人々の対象であった江戸文学を学問として研究し、近世文学研究者の先駆的人物と評されるに至った。その成果は1927年から1929年まで日本名著全集刊行会が刊行した『日本名著全集』の編纂へと結実し、全30巻のうちの13巻の編集に関わり計約1300ページの解説を書いた。
中耳炎のため片耳が難聴であり、聾阿弥・聾不言などと号した。「角刈り頭で目鼻立ちが大きく、いつも渋い和服に袴のさっそうたる男性的な講義姿もさることながら、長年江戸文学を読みこなした上での含蓄のある講義はまったく魅力的であった」「茶目っ気もある面白い先生で、クラスの大部分の者が傾倒していた」と評された。1932年（昭和7年）胆石症を病み、心臓麻痺のため49歳で没した。戒名は「大空院剛誉包摂居士」。土浦の浄真寺（現・土浦市立田町三丁目）の山口家代々の墓に葬られた。
教え子に暉峻康隆などがいる。

## 主な文業
主要な論文は、中央公論社『山口剛著作集』（全6巻）に収められている。
論文
- 「好色一代男の成立」（『早稲田文学』、1922） - 著作集1巻
- 「江戸文学と都市生活」（『早稲田文学』、1923）- 著作集4巻
- 孔尚任「桃花扇伝奇」（『近代劇大系16』（近代劇大系編集会、1924））、のち春陽堂(1926)- 著作集5巻
- 「近松の庚申塚に就て」（『歌舞伎』、1926）
- 支那小説史の輪郭」（『世界短編小説大系 支那篇』近代社、1926）- 著作集6巻
- 伝斑固「漢武内伝」（『世界短編小説大系 支那篇』近代社、1926）- 著作集5巻
- 「黄表紙の本質」（『国語と国文学』、1927）- 著作集3巻
- 「黄表紙から合巻へ」（『早稲田文学』、1927）- 著作集3巻
- 「洒落本の本質」（『国語と国文学、1927）- 著作集3巻
- 「西鶴好色本研究」（『日本文学講座』新潮社、1927 - 1928）- 著作集1巻
- 「怪奇小説研究」（『日本文学講座』新潮社、1928）
- 「好色二代男考 1、2」（早稲田大学文学部会編『文学思想研究』1928、1929）- 著作集1巻
- 「山東京伝と黄表紙」（『日本文学聯講』中興館、1930）- 著作集3巻
- 「国姓爺合戦の紅流しに就いて」（『総合世界文学研究』、1930）- 著作集1巻
- 「為永春水研究」（『日本文学講座』新潮社、1930）- 著作集4巻
- 「種彦研究」（『日本文学講座』新潮社、1931）- 著作集4巻
- 「支那思想 大学、中庸、論語、孟子、荀子(抄)、老子、荘子、墨子(抄)、韓非子(抄)、近思録(抄)、伝習録(抄)」（『世界大思想全集 53』春秋社、1931）
- 「訳西廂記」（『槻の木』、1931 - 1932） - 著作集5巻（一部）
- 「春秋左氏伝国字解 1、2」（『漢籍国字解全書33・34』早稲田大学出版部、1932）

単著
- 『江戸文学と都市生活』（春秋社、1924）
- 『日本文学講座 1 - 7』（アルス文化大講座、1927 - 1928）
- 『断碑断章』（武蔵野書院、1930）- 著作集6巻
- 上田秋成『雨月物語』（校訂、改造文庫、1931）
- 『西鶴・成美・一茶』（武蔵野書院、1931）
- 『紙魚文学』（三省堂大阪支店、1932）

### 没後刊行
- 『江戸文学研究』（東京堂、1933）
- 『日本文学史概説』（刀江書院、1933）
- 片岡良一共著『西鶴研究』（新潮文庫、1936）
- 『近世小説 上中下』（創元社 創元選書、1941）（『日本名著全集』の解説と同じ）

### 著作集
- 『山口剛著作集 全6冊』、中央公論社(1972)